# North West
North West (Los Angeles, 15 de junho de 2013), é uma cantora e rapper mirim americana, filha primogênita do rapper Kanye West e da influencer Kim Kardashian. West apareceu no videoclipe do single de seu pai de 2014, "Only One", e fez várias aparições no programa Keeping Up with the Kardashians ao lado de sua mãe. Como atriz mirim, fez sua estreia no cinema dublando Mini em PAW Patrol: The Mighty Movie em 2023. Em 2024, ela interpretou "I Just Can't Wait to Be King" no evento The Lion King 30th Anniversary – A Live-to-Film Concert Event no Hollywood Bowl. Em fevereiro do mesmo ano, fez sua estreia como cantora no single "Talking / Once Again" do grupo ¥$, que alcançou a posição 30 na Billboard Hot 100. Ela também participou da música "Bomb" do álbum Vultures 2 de 2024, ao lado de sua irmã Chicago, e da música "Childlike Things" da cantora FKA Twigs em 2025.

## Vida e carreira
North West nasceu em 15 de junho de 2013, no Cedars-Sinai Medical Center, em Los Angeles, Califórnia. Ela é filha do rapper Kanye West e da influencer Kim Kardashian. Ela é neta de Robert Kardashian e Kris Jenner por parte de mãe e Donda West e Ray West por parte de pai. Seus tios maternos são Kourtney Kardashian, Khloé Kardashian e Rob Kardashian, e suas tias maternas incluem Kendall e Kylie Jenner. Os pais de North ficaram noivos em outubro de 2013 e se casaram em maio de 2014. Eles se separaram em fevereiro de 2021, após a campanha presidencial de Kanye West em 2020, e concluíram o divórcio em 2022. Na época, North já tinha dois irmãos mais novos e uma irmã mais nova. A previsão de nascimento de North era 12 de julho de 2013, data que coincidiria com o 64º aniversário da mãe de Kanye, Donda West. Entretanto, devido ao nascimento prematuro, North passou um tempo em uma incubadora. Seu nome foi escolhido com base no significado "ponto mais alto". Inicialmente, Kim preferia o nome Kaidence, e uma reportagem inicial da Media Take Out alegava que seu nome completo seria Kaidence Donda West. A real escolha do nome foi vazada pelo TMZ, que publicou sua certidão de nascimento. Em outubro de 2014, Kim afirmou à revista GQ que ela e Kanye escolheram o nome North após recomendações de Pharrell Williams e Anna Wintour.
No entanto, em janeiro de 2020, Kim revelou em um vídeo no canal de YouTube de Kylie Jenner que começou a gostar do nome North após uma sugestão em tom de brincadeira de Jay Leno durante uma entrevista no programa The Tonight Show with Jay Leno. Em outubro de 2014, a CBS News a descreveu como um dos dois bebês mais famosos do mundo, ao lado do Príncipe Jorge de Gales. Em abril de 2015, North foi batizada na Igreja Apostólica Armênia na Catedral de São Tiago, em Jerusalém, durante uma viagem ao Oriente Médio. Ela estudou na Sierra Canyon School, escola anteriormente frequentada por suas tias Kendall e Kylie Jenner.

### Início da carreira
North West fez sua primeira aparição na mídia em 2014, quando estrelou o videoclipe da música "Only One" de seu pai, Kanye West. Em 2020, ela viralizou ao se apresentar no Yeezy Season 8 em Paris, onde cantou uma música original enquanto modelos desfilavam. Em 2023, ela fez sua estreia como dubladora, interpretando Mini em PAW Patrol: The Mighty Movie. No mesmo ano, North passou a postar regularmente vídeos em sua conta no TikTok, administrada por Kim Kardashian.

### Estreia musical
Em fevereiro de 2024, North fez sua estreia oficial como cantora no single "Talking / Once Again" do supergrupo ¥$, formado por Kanye West e Ty Dolla $ign. A música alcançou a posição 30 na Billboard Hot 100, marcando a primeira entrada de North na parada. Em agosto do mesmo ano, North colaborou na faixa "Bomb" do álbum Vultures 2 de Kanye West, ao lado de sua irmã Chicago West. Pouco depois, North West participou da música "Childlike Things" do álbum Eusexua, de FKA Twigs, em 2025.

### Performance ao vivo
Em maio de 2024, North se apresentou ao vivo pela primeira vez como cantora solo durante o evento The Lion King 30th Anniversary – A Live-to-Film Concert Event no Hollywood Bowl. Ela cantou "I Just Can't Wait to Be King", uma das canções clássicas do filme. A performance foi elogiada pelo público, e a própria Beyoncé supostamente enviou elogios a North após o show.

## Discografia

### Álbuns
- Elementary School Dropout (TBA)[25]

### Participações especiais
| Título                 | Ano  | Outro(s) artista(s) | Álbum      |
| ---------------------- | ---- | ------------------- | ---------- |
| "Talking / Once Again" | 2024 | ¥$                  | Vultures 1 |
| "Bomb"                 | 2024 | ¥$, Chicago West    | Vultures 2 |
| "Childlike Things"     | 2025 | FKA Twigs           | Eusexua    |

## Filmografia

### Filmes
| Ano  | Título                       | Papel |
| ---- | ---------------------------- | ----- |
| 2023 | PAW Patrol: The Mighty Movie | Mini  |

### Clipes musicais
| Ano  | Canção                 | Outro(s) artista(s) | Álbum      | Co-diretor(es) |
| ---- | ---------------------- | ------------------- | ---------- | -------------- |
| 2024 | "Talking / Once Again" | ¥$                  | Vultures 1 | Aus Taylor     |